# Melina (Banja Luka)
Melina (szerbül: Мелина), település Banja Luka községben, Bosznia-Hercegovinában, Bosanska krajina területén, a Szerb Köztársaságban. 

## Fekvése
Bosznia-Hercegovina északi részén, Banja Luka központjától légvonalban 20, közúton 33 km-re nyugatra, a Melinska-patak mentén, 260-500 méteres magasságban fekszik. 

## Népessége
| Nemzetiségi csoport | Népesség 1991 | Népesség 2013 |
| ------------------- | ------------- | ------------- |
| Szerb               | 1248          | 774           |
| Bosnyák             | 1             | 0             |
| Horvát              | 3             | 3             |
| Jugoszláv           | 5             | 0             |
| Egyéb               | 3             | 0             |
| Összesen            | 1260          | 777           |

## Története
A régészeti leletek tanúsága szerint a Melinska-patak és a Gomjenica összefolyásánál már a bronzkorban is éltek emberek. Az itteni erődítmény a vaskorban is használatban volt. Andrija Zirdum kutatásai szerint a településnek a 14. században Szent Klára tiszteletére szentelt plébániatemploma volt. A középkori templom vélhetően a 16. századi a török hódítás során pusztult el.
A település 1878-ig tartozott az Oszmán Birodalomhoz, ekkor a berlini kongresszus határozata alapján az Osztrák-Magyar Monarchia része lett. 1879-ben az első osztrák-magyar népszámlálás során a Banja Luka-i járáshoz tartozó településnek 112 háztartása és 895 ortodox lakosa volt. 1910-ben a Banja Luka-i járáshoz tartozó településen 170 háztartást és 1156 ortodox lakost találtak. A monarchia szétesésével 1918-ban előbb a Szerb-Horvát-Szlovén Királyság, majd 1929-től a Jugoszláv Királyság része. 1921-ben a településnek összesen 169 háztartása és 1122 lakosa volt. Jugoszlávia megszállása után a Független Horvát Állam (NDH) része lett. A második világháború után a szocialista Jugoszláviához tartozott. Az 1961-es népszámláláskor Bronzani Majdan községnek 18 046 lakosa volt, és a következő településeket foglalta magában: Bistrica, Borkovići, Bronzani Majdan, Vilusi, Goleši, Zelenci, Kmećani, Melina, Obrovac, Pervan Gornji, Pervan Donji, Slavmanići, Stratinska és Subotica. 1963-ban megszüntették az addig önálló Bronzani Majdan községet és területét Banja Lukához csatolták. A daytoni békeszerződést követő területfelosztásnál Banja Luka község részeként a Szerb Köztársaság területéhez került.

## Nevezetességei
- Szent Prokopiusz tiszteletére szentelt pravoszláv temploma. A templom Palačkovići faluban a Zmijan-fennsíkon, a Manjača-hegy lejtőjén található. 2008. július 21-én nyitották meg. A szent liturgiát Jefrem Banja Luka-i püspök tartotta a papság és a diakónusok koncelebrációjával. A templomot Melina faluból és a környező falvakból származó jámbor szerb ortodox keresztények önkéntes hozzájárulásával építették.

- Grad – őskori erődítmény maradványai a Melinska-patak és a Gomjenica összefolyásánál emelkedő magaslaton, a magaslat félellipszis alakú platóján, melyet nyugatról egy védőárok, keletről pedig sánc védett. Korát a késő bronzkorban és a vaskorban határozták meg.[4]